# Volo Comair 206
Martedì 1 marzo 1988 un Embraer EMB-110P1 Bandeirante, che operava il volo Comair 206 da Phalaworba a Johannesburg, si stava avvicinando all'aeroporto internazionale di Johannesburg per atterrare quando andò in pezzi sopra Germiston. I rapporti indicavano che a bordo era presente un ordigno esplosivo; la cabina di pilotaggio fu trovata a un quarto di chilometro di distanza dal resto della fusoliera, nonostante l'Embraer fosse relativamente basso al momento dell'incidente. Un minatore a bordo aveva stipulato una polizza assicurativa sulla vita piuttosto consistente poco prima del volo. Non ci furono superstiti.
Comair continua a utilizzare il numero 206, anche se su una rotta diversa, volando da Durban a Johannesburg.